# Unternehmensstabilisierungs- und -restrukturierungsgesetz
Das in seiner 202. Sitzung am 17. Dezember 2020 vom Deutschen Bundestag verabschiedete Gesetz über den Stabilisierungs- und Restrukturierungsrahmen (Unternehmensstabilisierungs- und -restrukturierungsgesetz, StaRUG) regelt grundsätzlich seit dem 1. Januar 2021 unter gleichzeitiger Umsetzung der europäischen Richtlinie über Restrukturierung und Insolvenz in Deutschland das dem Insolvenzrecht nahestehende Restrukturierungsrecht. § 1 StaRUG richtet sich unabhängig von einer Restrukturierung an alle „haftungsbeschränkten Unternehmensträger“, also insbesondere an alle Kapitalgesellschaften, und fordert von diesen eine Krisenfrüherkennung und Maßnahmen zur Krisenprävention, woraus Anforderungen an das Risikomanagement abgeleitet werden. Die Regelungen knüpfen an die Aussetzung der Insolvenzantragspflicht durch das Sanierungs- und insolvenzrechtliche Krisenfolgenabmilderungsgesetz an.

## Gesetzgebungsverfahren
Das Bundesministerium der Justiz und für Verbraucherschutz (BMJV) veröffentlichte am 19. September 2020 den Entwurf eines Gesetzes zur Fortentwicklung des Sanierungs- und Insolvenzrechts (Sanierungsrechtsfortentwicklungsgesetz – SanInsFoG), dessen Kernstück in Artikel 1 das Gesetz über den Stabilisierungs- und Restrukturierungsrahmen für Unternehmen (Unternehmensstabilisierungs- und -restrukturierungsgesetz – StaRUG) ist.
Zahlreichen Wirtschafts- und Berufsverbänden wurde eine zweiwöchige Möglichkeit zur Stellungnahme gegeben. Nach Vorlage einer Vielzahl von weitgehend anerkennenden, in Teilbereichen aber auch kritischen Stellungnahmen legte die Bundesregierung bereits am 14. Oktober 2020 ihren Regierungsentwurf vor.
Im Rahmen der Beratung im Rechtsausschuss des Deutschen Bundestages erfolgten einige Anpassungen, unter anderem fielen zunächst vorgesehene Regelungen zu Pflichten und Haftung der Geschäftsleiter im Stadium der drohenden Zahlungsunfähigkeit (§§ 2-3 des Entwurfes) und das Instrument der Vertragsbeendigung weg.

## Inhaltsüberblick und Aufbau des Gesetzes
Das StaRUG enthält im Kern folgende Regelungskomplexe:
§ 1 StaRUG: Krisenfrüherkennung
§§ 2-28 StaRUG: Inhaltliche Regelungen zum Restrukturierungsplan und außergerichtliche Planannahme
§§ 29-72 StaRUG: Gerichtliche Instrumente des Stabilisierungs- und Restrukturierungsrahmens
§§ 73-83 StaRUG: Restrukturierungsbeauftragter
§§ 84-93 StaRUG: Sonstige Vorschriften zum Stabilisierungs- und Restrukturierungsrahmen
§§ 94-100 StaRUG: Sanierungsmoderation
§§ 101-102 StaRUG: Informationen zu Frühwarnsystemen und Pflichten von Beratern bei der Jahresabschlusserstellung
Der Aufbau des Gesetzes folgt damit nicht herkömmlichen Mustern zivilrechtlicher Verfahrensordnungen, sondern eher der zeitlichen Abfolge in der Praxis: Ausgehend von den allgemeinen Pflichten im Vorfeld einer Restrukturierung (§ 1) regelt das Gesetz im Anschluss zunächst die Fragen des Restrukturierungsplans, der bei Zustimmung aller beteiligten Parteien auch ohne jegliche gerichtliche Befassung wirksam werden kann (§§ 2-28). Erst danach folgen die Regelungen zum gerichtlichen Verfahren des Stabilisierungs- und Restrukturierungsrahmens sowie der modular angedachten einzelnen Instrumente des Stabilisierungs- und Restrukturierungsrahmens.

## Wesentliche Inhalte

### Risikofrüherkennung und Pflichten bei drohender Zahlungsunfähigkeit
Das StaRUG regelt, wie von der EU-Restrukturierungsrichtlinie vorgesehen, die Thematik der Risikofrüherkennung. § 1 StaRUG sieht eine fortlaufende Risikofrüherkennung und frühzeitiges Krisenmanagement durch die Geschäftsleiter vor. Durch eine „fortlaufende“ Überwachung der Bestandsgefährdung soll erreicht werden, dass bei einem kritischen Niveau der Gefährdung frühzeitig „geeignete Gegenmaßnahmen“ zur Abwehr einer Krise (§1 StaRUG) gestartet und das Überwachungsgremium, z. B. der Aufsichtsrat unverzüglich informiert wird. Da Krisen durch eintretende Risiken verursacht werden, erfordert dies die Identifikation, Quantifizierung und Aggregation von Risiken, um auch deren Kombinationseffekte in den Auswirkungen für das Insolvenzrisiko beurteilen zu können. Diese Implikationen des StaRUG für das Risikomanagement und dessen Prüfung wurden im 2022 aktualisierten DIIR Revisionsstandard 2.1 erläutert.
Als Ergänzung zu den Regelungen zur Risikofrüherkennung sehen die §§ 101, 102 StaRUG noch Informationen zu Frühwarnsystemen durch das BMJV und zudem eine gesetzliche Hinweispflicht von Steuerberatern, Wirtschaftsprüfern und Rechtsanwälten vor, die bei der Erstellung von Jahresabschlüssen offenkundige Anhaltspunkte für das Vorliegen eines Insolvenzgrundes erlangen.
In den Gesetzesentwürfen war zudem vorgesehen, dass Geschäftsführer und Vorstände ab Eintritt der drohenden Zahlungsunfähigkeit künftig die Gläubigerinteressen zu wahren hätten – vorrangig vor den Interessen der Gesellschafter. Bei Verletzung dieser Pflicht drohte persönliche Haftung. Die entsprechenden Regelungen wurden im Gesetzgebungsverfahren während der Beratungen im Rechtsausschuss ersatzlos gestrichen.

### Restrukturierungsplan
Den Kern der im StaRUG vorgesehenen Maßnahmen bildet der Restrukturierungsplan. Der Restrukturierungsplan bietet hierbei nahezu dieselben Möglichkeiten wie ein Insolvenzplan, weshalb der Restrukturierungsplan inhaltlich auch dem Insolvenzplan stark nachempfunden bzw. angenähert ist. In einen Restrukturierungsplan, der im Stadium drohender Zahlungsunfähigkeit möglich ist, können mit wenigen Ausnahmen (z. B. Arbeitnehmerforderungen und betriebliche Altersversorgung) alle Verbindlichkeiten eines Unternehmens einbezogen werden; zugleich besteht keine Verpflichtung, alle Verbindlichkeiten einzubeziehen, so dass z. B. auch eine Einbeziehung nur der Finanzgläubiger zulässig ist. Auch die Gesellschafter können in den Restrukturierungsplan einbezogen werden. Inhaltlich sind verschiedenste Regelungen denkbar, z. B. Forderungsverzichte, Stundungen, Anpassung von Bedingungen, Debt-to-Equity-Swaps, Kapitalerhöhungen oder auch ein Kapitalschnitt unter Ausgabe neuer Anteile an einen Investor.
Ziel jedes Restrukturierungsplans muss, was bereits in der EU-Restrukturierungsrichlinie vorgegeben ist, die Beseitigung der Insolvenz bzw. der drohenden Zahlungsunfähigkeit und zum anderen die Gewährleistung der Bestandsfähigkeit des Unternehmens sein. Daher muss im Restrukturierungsplan gerade die Insolvenzvermeidung und die Bestandsfähigkeit konkret dargestellt werden.
Zur Annahme des Restrukturierungsplans ist es erforderlich, dass in jeder Gruppe der betroffenen Parteien (Gläubiger bzw. Gesellschafter) eine Zustimmung von 75 % der nach Forderungen bzw. Anteilen bemessenen Stimmrechte erreicht werden, wobei nicht abstimmende Parteien auch mit eingerechnet werden. Die Abstimmung des Plans kann außergerichtlich unter der Leitung des Unternehmens oder im Rahmen eines gerichtlichen Abstimmungstermins unter Einbindung des Restrukturierungsgerichts erfolgen. Eine Ersetzung fehlender Zustimmungen durch Gerichtsbeschluss ist unter bestimmten Voraussetzungen vorgesehen. Wird der Restrukturierungsplan vom Gericht bestätigt, so tritt eine Bindung aller betroffenen Parteien ein (einschließlich ablehnender Gläubiger, aber nicht unbekannter Gläubiger).

### Gerichtlicher Stabilisierungs- und Restrukturierungsrahmen
Zur Ermöglichung einer Restrukturierung mittels Restrukturierungsplan wird es in vielen Fällen nötig sein, die entsprechenden Verhandlungen durch gerichtliche Maßnahmen zu unterstützen. Dies gilt insbesondere in Fällen, in denen nicht alle Gläubiger oder sonst Planbetroffene das Planvorhaben uneingeschränkt unterstützen.
Instrumente des Stabilisierungs- und Restrukturierungsrahmens sind:
- die gerichtliche Planabstimmung (zur Ermöglichung einer Planbetroffenenversammlung unter Leitung des Gerichts),
- die gerichtliche Vorprüfung von Fragen des Restrukturierungsplans (zur Erlangung frühzeitiger Rechtssicherheit hinsichtlich streitiger Fragen, die für eine Planbestätigung von Bedeutung sind),
- die Stabilisierungsanordnung (zur Einschränkung von Maßnahmen der individuellen Rechtsverfolgung seitens vollstreckender Gläubiger oder seitens Sicherungsgläubiger) und
- die gerichtliche Bestätigung des Restrukturierungsplans (zur Herstellung der Wirkung des Plans auch gegenüber ablehnenden Gläubigern und Planbetroffenen).

Zuständig für die gerichtlichen Instrumente des Stabilisierungs- und Restrukturierungsrahmens ist das Amtsgericht als Restrukturierungsgericht, wobei für jeden Oberlandesgerichtsbezirk nur ein Restrukturierungsgericht eingerichtet werden kann, in der Regel am Sitz des Oberlandesgerichts.
Der Zugang zu den Instrumenten des Stabilisierungs- und Restrukturierungsrahmens erfolgt nicht durch einen Antrag, sondern durch die Anzeige des Restrukturierungsvorhaben. Einzige Voraussetzung der Zulässigkeit der Anzeige ist die Restrukturierungsfähigkeit, die mit der Insolvenzfähigkeit verknüpft ist, wobei natürliche Personen den Stabilisierungs- und Restrukturierungsrahmen nur bei unternehmerischer Betätigung in Anspruch nehmen können. Mit der Anzeige wird die Restrukturierungssache rechtshängig. Die inhaltlichen Voraussetzungen der einzelnen Instrumente sind jeweils gesondert geregelt. Materielle Grundvoraussetzung ist jeweils das Vorliegen drohender Zahlungsunfähigkeit.
Die Aufhebung der Restrukturierungssache und damit der Verlust der Möglichkeit, die Instrumente des Rahmens in Anspruch zu nehmen, ist im Gesetz an verschiedene Voraussetzungen geknüpft. Beispielsweise ist die Restrukturierungssache vom Gericht aufzuheben, wenn Zahlungsunfähigkeit oder Überschuldung eintreten, es sei denn, die Fortdauer des Restrukturierungssache ist angesichts des Stands der Verhandlungen über einen Restrukturierungsplan im Interesse der Gläubigergesamtheit geboten.

### Restrukturierungsbeauftragter
Während der Verhandlungen über einen Restrukturierungsplan und auch während der Rechtshängigkeit der Restrukturierungssache bleibt die Verwaltungs- und Verfügungsbefugnis des Unternehmens wie bei einer Insolvenz in Eigenverwaltung uneingeschränkt. Als Aufsichtsperson sieht das StaRUG die gerichtliche Bestellung eines Restrukturierungsbeauftragten vor, wobei eine solche Bestellung anders als bei der Eigenverwaltung nicht in allen Fällen erfolgt. Zwingend ist die Bestellung eines Restrukturierungsbeauftragten
- bei geplanten Eingriffen in die Rechte von Verbrauchern oder von mittleren, kleinen oder Kleinstunternehmen,
- bei Beantragung einer Stabilisierungsanordnung gegen alle oder im Wesentlichen gegen alle Gläubiger,
- bei im Restrukturierungsplan vorgesehener Planüberwachung durch einen Restrukturierungsbeauftragten oder
- bei absehbarer Notwendigkeit der Ersetzung fehlender Zustimmungen von ganzen Gläubigergruppen im Rahmen der gerichtlichen Planbestätigung, es sei denn, an der Restrukturierung sind ausschließlich Finanzgläubiger beteiligt.

Darüber hinaus kommt die Bestellung eines Restrukturierungsbeauftragten auch auf Antrag des Unternehmens oder auf Antrag eines Gläubigerquorums in Betracht.
Aufgabe des Restrukturierungsbeauftragten ist im Kern die Begleitung und Überwachung der Restrukturierungsverhandlungen, wobei er insbesondere darauf zu achten hat, dass die Interessen der Gesamtheit der (betroffenen) Gläubiger gewahrt werden. Stellt der Restrukturierungsbeauftragte Umstände fest, die zu einer Aufhebung der Restrukturierungssache führen, so ist er zu einer entsprechenden Mitteilung an das Gericht verpflichtet. In bestimmten Fällen sieht das StaRUG auch weitergehende Aufgaben für den Restrukturierungsbeauftragten vor, die letztlich bis zum Aufgabenkreis eines Sachwalters im Rahmen einer Eigenverwaltung gehen können.

### Sanierungsmoderation
Als Vorstufe des gerichtlichen Stabilisierungs- und Restrukturierungsrahmens bzw. eines Restrukturierungsplans sehen die §§ 94–100 StaRUG die Sanierungsmoderation vor. Ziel der Sanierungsmoderation ist es, dass ein Unternehmen, das sich wirtschaftlichen Schwierigkeiten ausgesetzt sieht, aber nicht zahlungsunfähig ist, mit Unterstützung des vom Gericht bestellten Sanierungsmoderators eine einvernehmliche Vereinbarung (Sanierungsvergleich) mit den Gläubigern oder einem Teil der Gläubiger abschließt. Kommt es zu einem solchen Sanierungsvergleich, kann dieser vom Gericht bestätigt werden, was insbesondere die Anfechtbarkeit der entsprechenden Vereinbarungen in einem etwaigen späteren Insolvenzverfahren deutlich einschränkt.

## Bezug zu Aktiengesetz und Business Judgement Rule
Die Business Judgement Rule, die im § 93 Abs. 1 AktG verankert ist, beschreibt die Innenhaftung der Vorstandsmitglieder, wenn sie ihre Pflicht, die gewissenhafte und ordentliche Geschäftsführung des Unternehmens, verletzen, und durch dieses Verschulden einen Schaden verursachen. Dabei ist zu beachten, dass keine Pflichtverletzung vorliegt, wenn die Entscheidung durch das Vorstandsmitglied auf der Grundlage angemessener Informationen zum Wohle des Unternehmens getroffen wurde. Die Einführung eines Überwachungssystems zur Früherkennung von Risiken nach § 91 Abs. 2 AktG ist eine Pflicht, die aus der gewissenhaften und ordentlichen Geschäftsführung resultiert.
Das StaRUG erweitert die Pflicht der Geschäftsführung um die, geeignete Gegenmaßnahmen einzuleiten, die ein Fortbestehen des Unternehmens gewährleisten. Zudem ist die Geschäftsführung nach § 1 StaRUG dazu verpflichtet, den zur Überwachung berufenen Organen Bericht zu erstatten. Dementsprechend wird das Ziel der Insolvenzvermeidung, das nach § 91 AktG aus dem Ziel des unternehmerischen Handelns entsteht, verstärkt und mit weiteren Pflichten der Geschäftsführung konkretisiert.
Das Unternehmensstabilisierungs- und -restrukturierungsgesetz schließt dabei nach § 1 StaRUG alle juristischen Personen ein und erweitert somit den Kreis der Unternehmen, die ein Krisenfrüherkennungssystem einzuführen und die zusätzlichen Regelungen nach StaRUG zu befolgen haben, um Gesellschaften mit beschränkter Haftung (GmbH). Bisher war ein Überwachungssystem lediglich für Aktiengesellschaften nach § 91 AktG verpflichtend.
Zudem werden nach § 102 StaRUG Steuerberater, Steuerbevollmächtigte, Wirtschaftsprüfer, vereidigte Buchprüfer und Rechtsanwälte dazu verpflichtet, ihren Mandanten auf mögliche Insolvenzgründe nach §§ 17-19 InsO hinzuweisen. Somit wird das bereits im Unternehmen bestehende Krisenfrüherkennungssystem durch ein Überwachungssystem außerhalb des Unternehmens erweitert. Eine Unterstützung der Geschäftsführung hinsichtlich der Früherkennung von Risiken und Krisen war bisher durch die §§ 91-93 AktG nicht gegeben. Durch die Einbeziehung von Externen soll ebenfalls die Insolvenz eines Unternehmens vermieden werden.
In den §§ 2-100 StaRUG werden Regelungen für einen Stabilisierungs- und Restrukturierungsrahmen getroffen. Außerdem gibt es Vorschriften für den Restrukturierungsbeauftragen sowie die Sanierungsmoderation. Innerhalb dieses Prozesses werden Entscheidungen unter Risiko getroffen. Diese müssen nach § 93 Abs. 1 S. 2 StaRUG auf der Grundlage angemessener Informationen getroffen werden, um eine Pflichtverletzung der Geschäftsführung auszuschließen. Für eine Entscheidung unter Risiko ist ein umfangreiches Risikomanagement von hoher Bedeutung.
Das StaRUG erweitert somit die bisherigen Regelungen bezüglich Krisenfrüherkennung aus den §§ 91-93 AktG und erhöht die Bedeutung der bereits bestehenden Regelungen durch ihre Anwendung und Erweiterung im Stabilisierungs- und Restrukturierungsprozess.

## Frühwarnsysteme zur Krisenfrüherkennung und Implikationen für das Risikomanagement
Nachdem die Notwendigkeit eines Krisen- und Risikomanagements im vorherigen Abschnitt beschrieben wurde, ist es essenziell, möglich Gestaltungsmerkmale für ein Frühwarnsystem aufzuzeigen. Hierfür ist es wichtig, sowohl die Faktoren, die zu einer Krise führen könnten, als auch Indikatoren und das Stadium einer möglichen Krise, zu identifizieren und zu überwachen. Dies sind insbesondere die Risiken, die einzeln oder in Kombination zu einer Krise führen können.
Die Faktoren lassen sich dabei in externe, wie beispielsweise veränderte Marktbedingungen und neue Wettbewerbseinflüsse, und interne, unter anderem unzureichende Unternehmenskommunikation oder schlechte Anpassung an technologische Änderungen, unterteilen. Die Indikatoren lassen sich in die Stadien Strategische Krise, Rentabilitätskrise, Ertragskrise und Liquiditätskrise einteilen. Dabei ist die Liquiditätskrise eine bestandsgefährdende Entwicklung nach § 91 AktG. Beispielhafte Indikatoren für die jeweiligen Phasen einer Unternehmenskrise sind der Verlust von Marktanteilen, sinkende Rentabilität oder Überziehungen von Kreditlinien. Eine besondere Bedeutung hat hierbei die Überwachung der Faktoren und Indikatoren, die zu einer bestandsgefährdenden Entwicklung führen können. Eine bestandsgefährdende Entwicklung kann angenommen werden, wenn das Rating eines Unternehmens zu schlecht und somit eine hohe Insolvenzwahrscheinlichkeit gegeben ist. Das Rating für ein Unternehmen kann dabei durch das Auswerten von verschiedenen Finanzkennzahlen berechnet werden.
Die Überwachung der beschriebenen Faktoren und Indikatoren kann durch ein Risikomanagementprozess implementiert werden. Der Prozess erstreckt sich dabei von Risikobewertung, -bewältigung, -reporting, über Dokumentation, Nachverfolgung und Strategieentwicklung bis hin zur Risikoerfassung und -analyse. Das Frühwarnsystem ist dabei ein Teil des Risikomanagementprozess und befasst sich mit dem Identifizieren, Bewerten, Aggregieren, Überwachen und Steuern von Risiken. Ein mögliches System zur Überwachung von Risiken ist dabei die „Krisenstadien-Ampel“. In diesem System werden die Risiken nach ihrer Identifikation, Bewertung und Aggregation mit Hilfe eines Ampelsystems dargestellt. Hierbei werden die möglichen Krisensituationen in die Bereiche Grün, Gelb und Rot eingeteilt. Risiken im grünen Bereich stellen keine Bestandsgefährdung dar. Gelbe Risiken sind dahingegen in drohende Bestandsgefährdungen und rote Risiken in drohende Illiquidität des Unternehmens einzuordnen.
§ 91 AktG und § 1 StaRUG fordern ein Krisenfrüherkennungssystem, wie es beschrieben wurde. Außerdem kann die Geschäftsführung mit Hilfe der Informationen, die durch ein Risikomanagement zur Verfügung gestellt werden, Entscheidungen zur Abwendung und zur Bewältigung von Krisen auf einer angemessenen Grundlage zum Wohle der Gesellschaft, wie es durch § 93 Abs. 1 AktG gefordert wird, treffen. Außerdem ist es durch das Früherkennungssystem möglich, frühzeitig Gegenmaßnahmen einzuleiten und den zur Überwachung der Geschäftsleitung berufenen Organen Bericht zu erstatten und somit den Regelungen aus § 1 StaRUG Folge zu leisten.
Die Anforderung an ein Risikomanagement, das der Krisenfrüherkennung dient, wurden durch §1 StaRUG im Vergleich zum älteren § 91 Abs. 2 AktG von 1988 (dem Kontroll- und Transparenzgesetz, KonTraG) erheblich erweitert. Mit dem StaRUG werden die Anforderungen auf alle „haftungsbeschränkten Unternehmensträger“, speziell alle Kapitalgesellschaften, ausgeweitet. Das schließt auch Tochtergesellschaften von Konzernen ein. Zudem wird nun gefordert, dass ab einem kritischen Grad der Bestandsgefährdung „geeignete Gegenmaßnahmen“ zur Krisenabwehr zu initiieren sind und das Überwachungsgremium (z. B. der Aufsichtsrat) „unverzüglich“ informiert werden muss. Das Überwachungsgremium soll festlegen, ab welchem Grad der Bestandsgefährdung solche Gegenmaßnahmen spätestens zu initiieren sind. Gemessen wird dieser durch die Insolvenz- oder Gefährdungswahrscheinlichkeit (d. h. der Wahrscheinlichkeit einer bestandsgefährdenden Entwicklung).

## Kritik
Die Deutsche Schutzvereinigung für Wertpapierbesitz e. V. (DSW) sieht in der momentan erkennbaren Anwendung des StaRUG in Restrukturierungssituationen eine massive Gefährdung in das Vertrauen in den Kapitalmarkt. Zugleich diene das Gesetz „als Steigbügelhalter für eine kalte und entschädigungslose Enteignung der freien Aktionäre“. Laut DSW verloren während der Anwendung des StaRUG bei der Leoni AG Kleinaktionäre ihre Anteile, während ausschließlich ein einzelner Aktionär die Möglichkeit erhielt, das Unternehmen vollständig zu übernehmen. Eine Verfassungsbeschwerde der DSW im Falle der Leoni AG beim Bundesverfassungsgericht wurde nicht zugelassen.